# Souvenir de la Malmaison (Rose)
Die Bourbon-Rose Souvenir de la Malmaison (syn. 'Queen of Beauty and Fragrance') wurde von Jean Béluze 1843 aus der Sorte 'Madame Desprez' und einer unbekannten Teerose gekreuzt. Sie wird auch als Königin der Bourbon-Rosen bezeichnet und wurde 1988 unter den Alten Rosen zur Weltrose gewählt.
Benannt ist sie zum Andenken an den Rosengarten der Kaiserin Joséphine in Schloss Malmaison bei Paris.

## Aussehen
Die viergeteilten, cremerosa-farbenen, stark teerosenartig duftenden Blüten von 'Souvenir de la Malmaison' blühen von Anfang Juni bis zum Saisonende im Herbst nach. Sie ist mäßig frosthart, wächst nur etwa 1 m hoch und kann wie eine Beetrose gepflanzt werden. Andauernde Regenperioden lassen die Knospen beim Aufblühen leiden.

'Souvenir de la Malmaison'
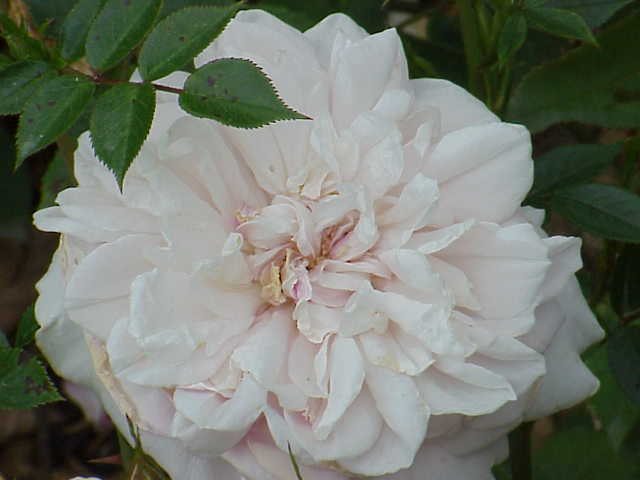
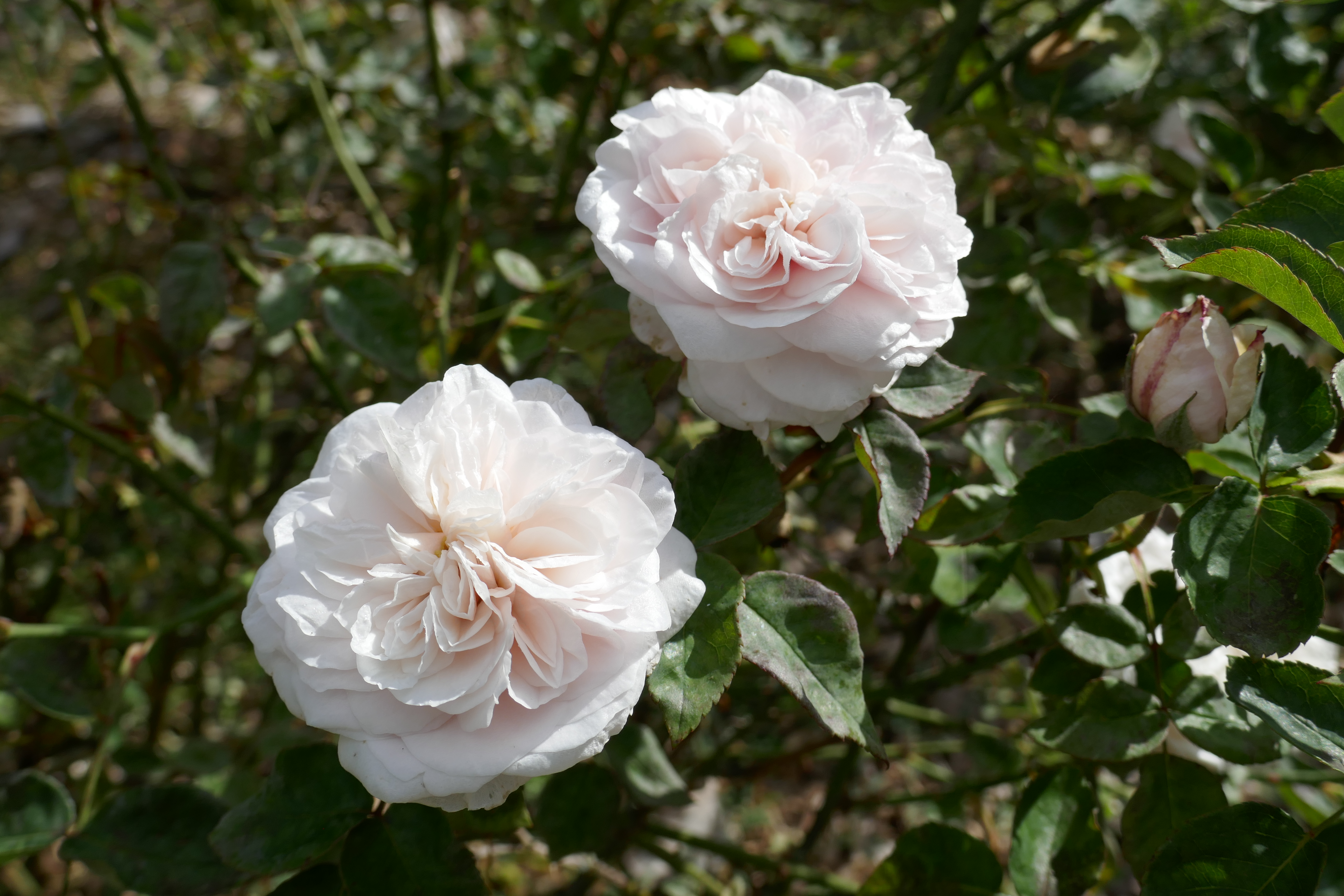
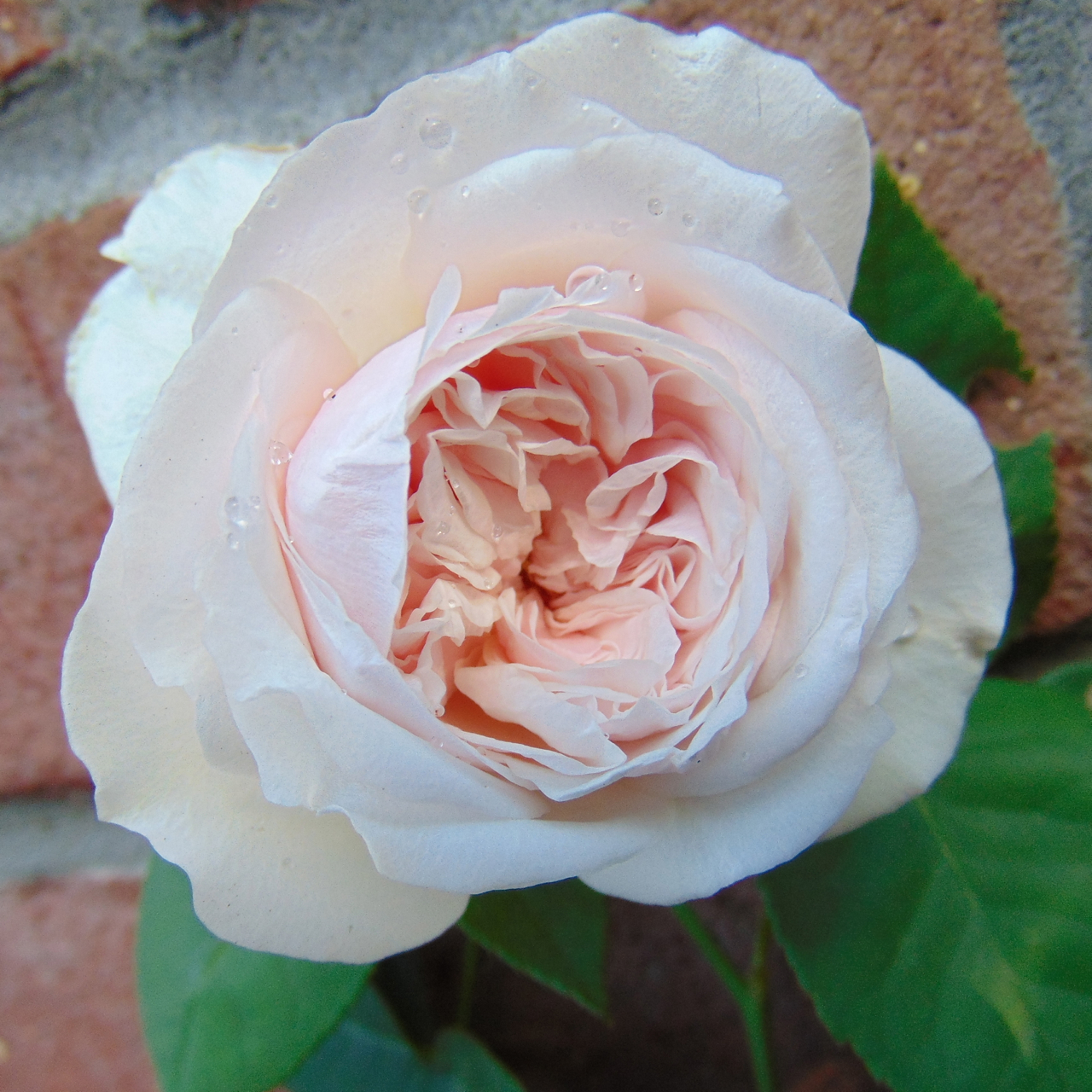
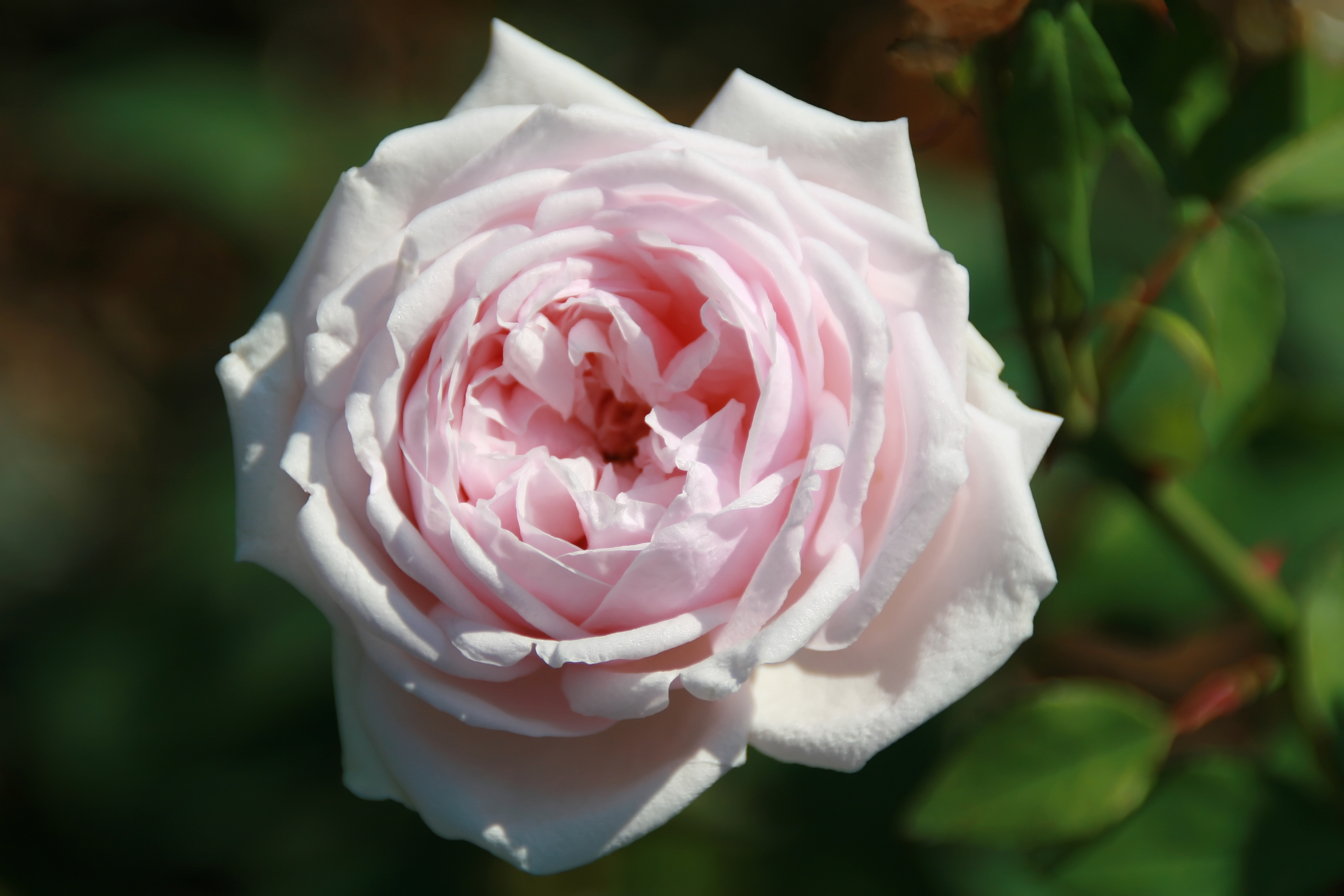

## Sports
Es sind verschiedene natürliche Mutationen (Sports) der Rose bekannt.

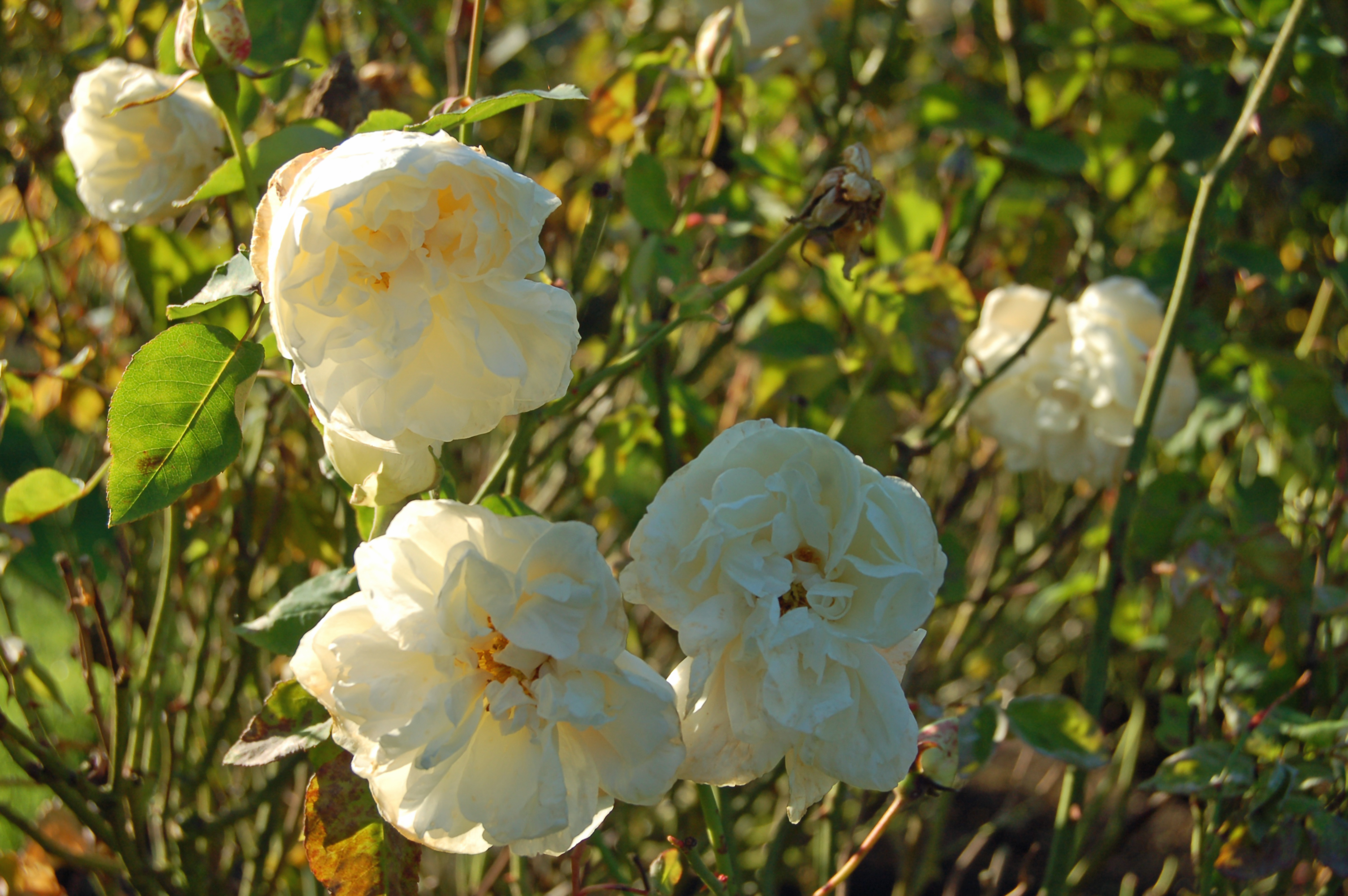
'Kronprinzessin Viktoria' (Vollert 1888)

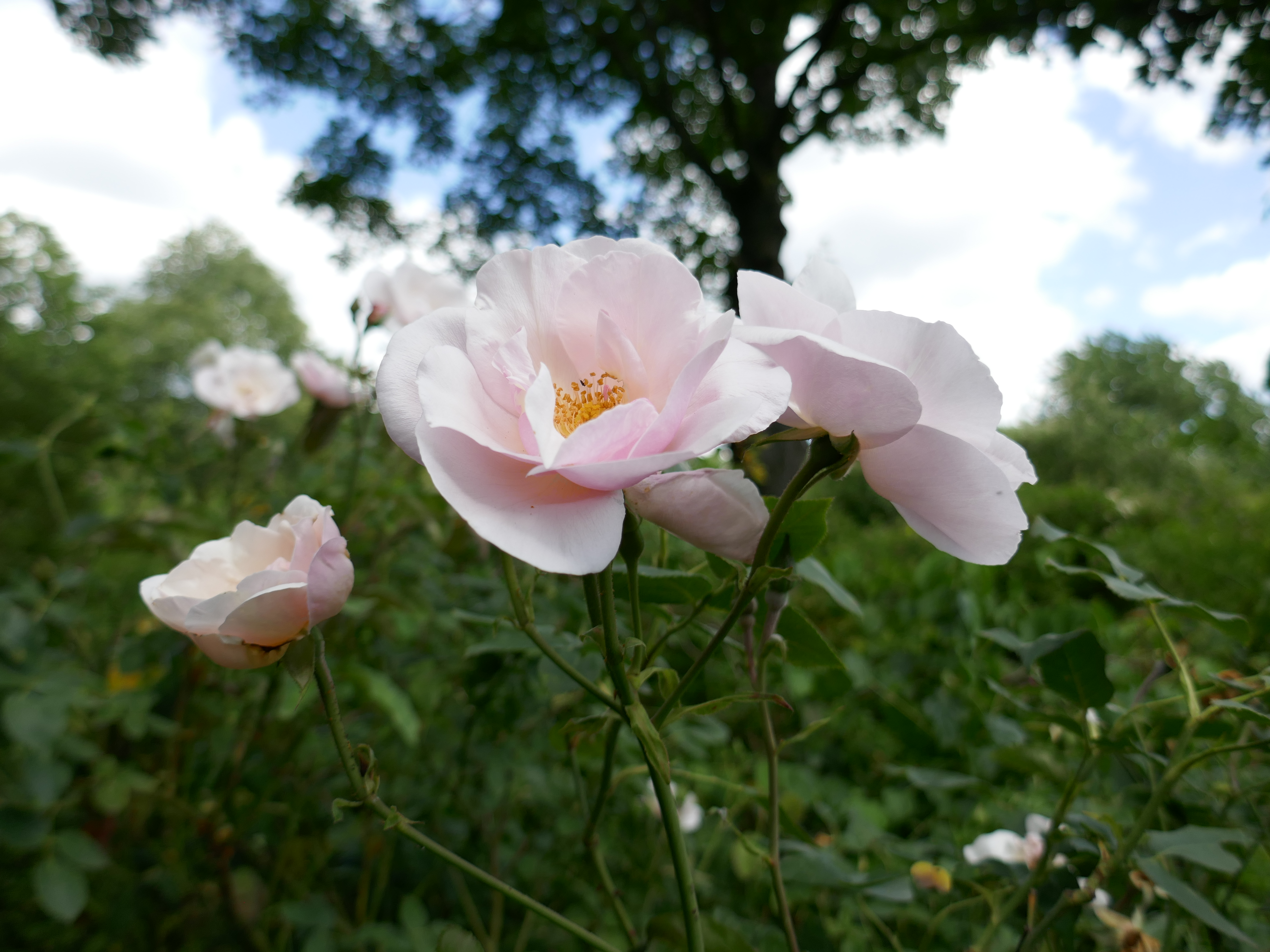
Rosa 'Souvenir de St. Anne's' (vor 1916; Hilling 1950)

Der Züchter Béluze brachte 1846 die dunkelrosa-farbene Bourbon-Rose 'Leveson Gower' heraus, die manchmal auch als 'Souvenir de la Malmaison Rose' (oder 'Rouge') bezeichnet wird und von einigen Autoren für einen Sport von 'Souvenir de la Malmaison' gehalten wurde. Diese Meinung lässt sich jedoch durch mittlerweile durchgeführte Gentests nicht bestätigen!
Ein kletternder rosa-weißer Sport 'Climbing Souvenir de la Malmaison' wurde von Henry Bennett (Rosenzüchter) im Jahr 1893 eingeführt. Die Blüten sind ähnlich wie 'Souvenir de la Malmaison', aber die Pflanze ist weniger blühfreudig und remontiert weniger gut.
Weitere bekannte Sports sind:
- 'Mme Cornélissen' (Cornélissen, 1865, Belgien): weiße, rosa marmorierte Blüten mit einem blassgelben Zentrum.
- 'Kronprinzessin Viktoria' (Vollert, 1888, Deutschland): weiße Blüten mit blassgelber Mitte.
- 'Mlle Berthe Clavel' (Chauvry, 1891, Frankreich): gelb und rosa getönte Blüten.
- 'Mlle Marie-Thérèse de la Devansaye' (Chédane-Guinoisseau, 1895, Frankreich): rein weiße Blüten.
- 'Souvenir de Saint Anne’s' wurde vor 1916 im Garten von Lady Ardilaun in Saint-Anne, bei Dublin in Irland, entdeckt und danach im Garten von einer Lady Moore aufbewahrt, bevor sie erst 1950 von Hilling in den Handel gebracht wurde.[2] Die Blüten dieser Sorte sind zartrosa und nur halbgefüllt, sie duften aber intensiver als 'Souvenir de la Malmaison' und vertragen auch regnerisches Wetter.[5]